# Nowa Zelandia na Zimowych Igrzyskach Paraolimpijskich 2006
Reprezentacja Nowej Zelandii na Zimowych Igrzyskach Paraolimpijskich 2006 liczyła 2 sportowców.

## Reprezentanci Nowej Zelandii

### Naciarstwo alpejskie
- Anthony James Field
- Adam Hall

## Medale

### Złote medale
brak

### Srebrne medale
brak

### Brązowe medale
brak